# سركة (حزم العدين)

تعديل مصدري - تعديل

سركة محلة تابعة لقرية بني حرب، التابعة لعزلة بني سليمان بمديرية حزم العدين إحدى مديريات محافظة إب في الجمهورية اليمنية، بلغ تعداد سكانها 62 حسب تعداد اليمن لعام 2004.